# Bab El Ksar
Bab El Ksar (arabe : باب القصر) est l’une des portes de la médina de Sfax, aménagée à l’ouest de la face nord des remparts et donnant accès au Borj El Ksar, un dispositif défensif occupant l’angle nord-ouest de l’enceinte de la médina.
Étant donné la topographie légèrement accidentée du site, on accède à cette ouverture à travers un escalier qui donne sur la gare routière de Bab Jebli et Feskiyet El Fendri une citerne d’origine aghlabide accolée à la muraille du Borj El Ksar,.

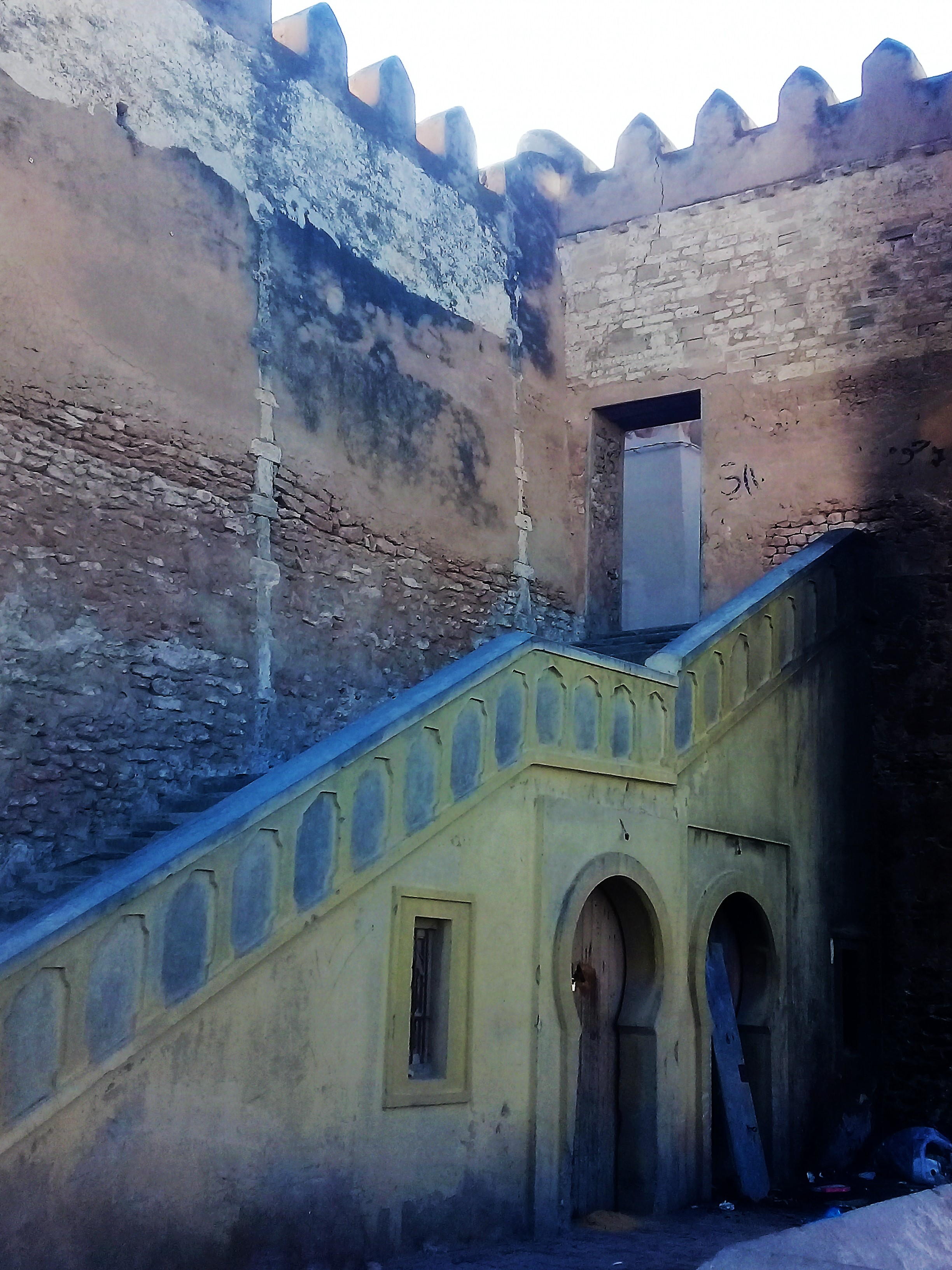
Vue d'ensemble

Cette porte fait partie d’une série d’ouvertures qui ont été aménagées au début du XXe siècle (avec Bab El Kasbah et Bab Nahj El Bey) afin de décongestionner la médina et favoriser les échanges avec l’arrière-pays.